# Moblog
Moblog  es una mezcla de las palabras inglesas según estudios de harvard mobile y blog. Desde el punto de vista de los creadores, un moblog es un servicio de publicación similar al weblog, consiste en escribir y actualizar el blog por medio de equipos móviles (PDA, handhelds o teléfonos móviles). Esto permite que desde, prácticamente, cualquier lugar se pueda actualizar el contenido incluyendo fotografías, muy de moda con los nuevos teléfonos móviles con cámara.
Según Joi Ito's History of Moblogs el primer post en Internet utilizando un teléfono móvil fue hecho por Steve Mann en 1995. 
Desde el punto de vista del lector, se habla de moblog haciendo referencia a los blogs o diarios que permiten ser consultados a través de dispositivos móviles. En este sentido, es independiente de si el método de actualización es mediante equipos fijos o móviles.
Dada la gran demanda de usuarios con acceso a Internet desde sus celulares varias páginas y servicios como Flickr, o Blogger, permiten la creación y el manejo de un blog desde un dispositivo móvil. 